# Gerrie Gutmann
Gerrie J. Gutmann, também conhecida como Gerrie Current, Gerrie von Pribosic, Gerrie Bollas (1921–1969) foi uma pintora pós-surrealista norte-americana da Califórnia. As imagens em suas pinturas eram de fantasia e frequentemente se sobrepunham a temas autobiográficos, expressando suas lutas por uma identidade como mulher, artista e mãe.